# Ołeksandra Fomina
Ołeksandra Fomina (ukr. Олександра Фоміна; ur. 4 maja 1975 w Ługańsku) – ukraińska siatkarka, reprezentantka kraju grająca na pozycji przyjmującej lub libero. W sezonie 2012/13 występowała w azerskiej Superlidze, w drużynie Rabity Baku.

## Sukcesy
- Mistrzostwa Ukrainy:
  -  (7x) 1993-94, 1994-95, 1995-96, 1996-97, 1998-99, 1999-00, 2004-05
- Puchar Ukrainy:
  -  (2x) 1999-00, 2004-05
- Mistrzostwa Francji:
  -  (11x) 2000-01, 2001-02, 2002-03, 2003-04, 2005-06, 2006-07, 2007-08, 2008-09, 2009-10, 2010-11,

2011-12
- Puchar Francji:
  -  (10x) 2000-01, 2002-03, 2003-04, 2005-06, 2006-07, 2007-08, 2008-09, 2009-10, 2010-11, 2011-12
- Liga Mistrzyń:
  -  (2x) 2001-02, 2002-03
  -  (2x) 2005-06, 2011-12, 2012-13
  -  (2x) 2003-04, 2009-10
- Puchar CEV:
  -  (1x) 1998-99
- Klubowe Mistrzostwa Świata:
  -  (1x) 2012
- Mistrzostwa Azerbejdżanu:
  -  (1x) 2012-13